# Șerbănești (okręg Suczawa)
Șerbănești – wieś w Rumunii, w okręgu Suczawa, w gminie Zvoriștea. W 2011 roku liczyła 1193 mieszkańców. 